# Ranoli
Ranoli è una suddivisione dell'India, classificata come census town, di 11.057 abitanti, situata nel distretto di Vadodara, nello stato federato del Gujarat. In base al numero di abitanti la città rientra nella classe IV (da 10.000 a 19.999 persone).

## Geografia fisica
La città è situata a 22° 24' 10 N e 72° 47' 36 E.

## Società

### Evoluzione demografica
Al censimento del 2001 la popolazione di Ranoli assommava a 11.057 persone, delle quali 6.005 maschi e 5.052 femmine. I bambini di età inferiore o uguale ai sei anni assommavano a 1.332, dei quali 710 maschi e 622 femmine. Infine, coloro che erano in grado di saper almeno leggere e scrivere erano 8.139, dei quali 4.836 maschi e 3.303 femmine.